# باشگاه فوتبال تری استار کلاب
باشگاه فوتبال تری استار کلاب یک باشگاه فوتبال حرفه‌ای نپالی مستقر در لالیتپور است. این باشگاه در سال ۱۹۷۴ تأسیس شد. این باشگاه به عنوان یکی از تیم‌های پیشرو فوتبال در کشور شناخته شده است.

## افتخارات
- لیگ دسته یک یادبود شهدا (۴)
- لیگ ملی نپال (۱)
- جام طلایی ساتاشی (۱)